# Scott Carpenter
Scott Carpenter, rodným jménem Malcolm Scott Carpenter (1. května 1925 Boulder, Colorado, USA – 10. října 2013 Denver, Colorado, USA) byl americký astronaut, vojenský pilot a aquanaut. Jako druhý Američan absolvoval orbitální vesmírný let.

## Život
Se svou matkou se přistěhoval se k dědečkovi Vic Noxonovi do Boulder v Coloradu z předchozího bydliště v New Yorku. Matka byla těžce nemocná, měla tuberkulózu. V dětském věku bez rodičovského dozoru občas kradl v obchodech. Naučil se dobře jezdit na koních, lyžích a tancovat. Za druhé světové války maturoval, ve vojenské škole začal létat. Pak pokračoval studiemi na University of Colorado at Boulder. Pracoval jako pomocný dělník a později se znovu pustil do studií. V roce 1948 se oženil po roční známosti s René Priceovou.
Vrátil se k armádě, absolvoval letecký výcvik a nastoupil k útvaru. Létal na hlídkové lety z Aljašky a Japonska podél hranic SSSR. V roce 1954 byl přijat do námořní školy zkušebních pilotů v Patuxentu ve státu Maryland. Po dvou letech strávených v letadlech byl poslán do námořní školy, stal se důstojníkem letecké zpravodajské služby. Pak dostal pozvánku mezi budoucí astronauty. U NASA byl od 2. dubna 1959 do září 1967. V době svého letu byl již rozvedený a měl čtyři děti.

### Let do vesmíru
Kosmická loď Mercury-Atlas 7 s kabinou Aurora 7 odstartovala jako druhá americká na oběžnou dráhu Země. Start proběhl z mysu Canaveral a na palubě byl samotný Carpenter. Během čtyř hodin trvání letu obletěl třikrát Zemi a přistál na hladině Atlantského oceánu. Řídící středisko nebylo s jeho chováním spokojeno, protože si na palubě dělal co chtěl, neplnil připravený program, kvůli fotografování nevyžádaných západů Slunce spotřeboval zbytečně pohonné hmoty a tak přistání bylo riskantní záležitostí. Přistál v kabině na padáku ve vlnách oceánu nedaleko Portorika 465 kilometrů od plánovaného místa, opustil ji, zůstal až do vylovení v malém nafukovacím člunu.. Žabí muži jej pak dopravili na letadlovou loď Intrepid. Později bylo jeho jednání při letu označeno jako chování potrhlého amerického turisty.
- Mercury-Atlas 7 (24. května 1962)

### Po skončení letu
V roce 1967 odešel z kosmického výzkumu a zabýval se podmořskými stanicemi vojenského námořnictva. Na stanici Sealab II v hloubce 62 metrů pod hladinou Pacifiku strávil se skupinou odvážlivců 29 dní. V červenci 1969 odešel do zálohy a začal soukromě podnikat v Los Angeles.
Zemřel 10. října 2013 v hospici v Denveru v Coloradu, kde pobýval po prodělané mozkové mrtvici.